# Tony-díj a legjobb női főszereplőnek színdarabban
A Tony-díj a legjobb női főszereplőnek színdarabban (Tony Award for Best Actress in a Play) a Tony-gálán kerül átadásra, amit a színpadi színészek kiválóságainak hoztak létre 1947-ben az Egyesült Államokban, hogy a Broadwayn fellépő színészeket is díjazhassák. A Tony-díjat Antoinette Perry amerikai színésznő után nevezték el, aki 1946-ban hunyt el. Annak ellenére, hogy a ceremóniát 1947 óta évente tartják, csak 1956-tól kezdték el bejelenteni a többi jelölt nevét is.

## Díjak és jelölések

### Az 1940-es évek
1956-ig csak díjazottakat jelentettek be.

| Év                | Név                                                               | Cím            | Szerep |
| ----------------- | ----------------------------------------------------------------- | -------------- | ------ |
| 1947 1. Tony-gála |                                                                   |                |        |
| Ingrid Bergman    | Joan of Lorraine                                                  | Jeanne d’Arc   |        |
| Helen Hayes       | Happy Birthday                                                    | Addie Bemis    |        |
| 1948 2. Tony-gála |                                                                   |                |        |
| Judith Anderson   | Médeia (Medea)                                                    | Médeia         |        |
| Katharine Cornell | Antonius és Kleopátra (Antony and Cleopatra)                      | Kleopátra      |        |
| Jessica Tandy     | A vágy villamosa (A Streetcar Named Desire)                       | Blanche DuBois |        |
| 1949 3. Tony-gála |                                                                   |                |        |
| Martita Hunt      | Chaillot bolondja vagy Párizs bolondja (The Madwoman of Chaillot) | Aurélia grófnő |        |

### Az 1950-es évek
1956-tól a jelöltek listáját is nyilvánossá tették.
| Év                 | Színész                                                                  | Cím                                | Szerep |
| ------------------ | ------------------------------------------------------------------------ | ---------------------------------- | ------ |
| 1950 4. Tony-gála  |                                                                          |                                    |        |
| Shirley Booth      | Térj vissza, kicsi Sheba! (Come Back, Little Sheba)                      | Lola Delaney                       |        |
| 1951 5. Tony-gála  |                                                                          |                                    |        |
| Uta Hagen          | The Country Girl                                                         | Georgie Elgin                      |        |
| 1952 6. Tony-gála  |                                                                          |                                    |        |
| Julie Harris       | I Am a Camera                                                            | Sally Bowles                       |        |
| 1953 7. Tony-gála  |                                                                          |                                    |        |
| Shirley Booth      | The Time of the Cuckoo                                                   | Leona Samish                       |        |
| 1954 8. Tony-gála  |                                                                          |                                    |        |
| Audrey Hepburn     | Sellő (Ondine)                                                           | Sellő                              |        |
| 1955 9. Tony-gála  |                                                                          |                                    |        |
| Nancy Kelly        | Elátkozottak gyermekei (The Bad Seed)                                    | Christine Penmark                  |        |
| 1956 10. Tony-gála |                                                                          |                                    |        |
| Julie Harris       | The Lark                                                                 | Jeanne d’Arc                       |        |
| Barbara Bel Geddes | Macska a forró bádogtetőn (Cat on a Hot Tin Roof)                        | Maggie Pollitt                     |        |
| Gladys Cooper      | The Chalk Garden                                                         | Mrs. St. Maugham                   |        |
| Ruth Gordon        | A házasságszerző (The Matchmaker)                                        | Dolly Gallagher Levi               |        |
| Siobhán McKenna    | The Chalk Garden                                                         | Miss Madrigal                      |        |
| Susan Strasberg    | Anne Frank naplója (The Diary of Anne Frank)                             | Anne Frank                         |        |
| 1957 11. Tony-gála |                                                                          |                                    |        |
| Margaret Leighton  | Külön asztalok (Separate Tables)                                         | Ann Shankland / Sibyl Railton-Bell |        |
| Florence Eldridge  | Hosszú út az éjszakába (Lond Day's Journey into Night)                   | Mary Tyrone                        |        |
| Rosalind Russell   | Mame néni (Auntie Mame)                                                  | Mame Dennis                        |        |
| Sybil Thorndike    | The Potting Shed                                                         | Mrs. Callifer                      |        |
| 1958 12. Tony-gála |                                                                          |                                    |        |
| Helen Hayes        | Time Remembered                                                          | Pont-Au-Bronc hercegnője           |        |
| Wendy Hiller       | Boldogtalan Hold (A Moon for the Misbegotten)                            | Josie Hogan                        |        |
| Siobhán McKenna    | The Rope Dancers                                                         | Margaret Hyland                    |        |
| Eugenie Leontovich | The Cave Dwellers                                                        | a királynő                         |        |
| Mary Ure           | Haragban a világgal (Look Back in Anger)                                 | Alison Porter                      |        |
| Jo Van Fleet       | Look Homeward, Angel                                                     | Eliza Gant                         |        |
| 1959 13. Tony-gála |                                                                          |                                    |        |
| Gertrude Berg      | A Majority of One                                                        | Bertha Jacoby                      |        |
| Claudette Colbert  | The Marriage-Go-Round                                                    | Content Lowell                     |        |
| Lynn Fontanne      | Az öreg hölgy látogatása (The Visit)                                     | Claire Zachanassian                |        |
| Kim Stanley        | Egy igazi úr vagy Párbajhős vagy A költő és üzlete (A Touch of the Poet) | Sara Melody                        |        |
| Maureen Stapleton  | The Cold Wind and the Warm                                               | Ida                                |        |

### Az 1960-as évek
| Év                 | Színész | Cím                                     | Szerep |
| ------------------ | --- | --------------------------------------- | ------ |
| 1960 14. Tony-gála | |                                         |        |
| Anne Bancroft      | A csodatevő (The Miracle Worker)                                                                             | Annie Sullivan                          |        |
| Claudia McNeil     | A napfény nem eladó (A Raisin in the Sun)                                                                    | Lena Younger                            |        |
| Geraldine Page     | Az ifjúság édes madara (Sweet Bird of Youth)                                                                 | Alexandra Del Lago                      |        |
| Maureen Stapleton  | Régimódi játékok (Toys in the Attic)                                                                         | Carrie Berniers                         |        |
| Irene Worth        | Régimódi játékok (Toys in the Attic)                                                                         | Albertine Prine                         |        |
| 1961 15. Tony-gála | |                                         |        |
| Joan Plowright     | Egy csepp méz (A Taste of Honey)                                                                             | Josephine                               |        |
| Tallulah Bankhead  | Midgie Purvis                                                                                                | Midgie Purvis                           |        |
| Barbara Baxley     | Amíg összeszoknak (Period of Adjustment)                                                                     | Isabel Haverstick                       |        |
| Barbara Bel Geddes | Mary, Mary (Mary, Mary)                                                                                      | Mary McKellaway                         |        |
| 1962 16. Tony-gála | |                                         |        |
| Margaret Leighton  | Az iguána éjszakája (The Night of the Iguana)                                                                | Hannah Jelkes                           |        |
| Gladys Cooper      | Út Indiába (A Passage to India)                                                                              | Mrs. Moore                              |        |
| Colleen Dewhurst   | Great Day in the Morning                                                                                     | Phoebe Flaherty                         |        |
| Kim Stanley        | A Far Country                                                                                                | Elizabeth von Ritter                    |        |
| 1963 17. Tony-gála | |                                         |        |
| Uta Hagen          | Nem félünk a farkastól (Who's Afraid of Virginia Woolf?)                                                     | Martha                                  |        |
| Hermione Baddeley  | The Milk Train Doesn't Stop Here Anymore                                                                     | Flora Goforth                           |        |
| Margaret Leighton  | Csin-Csin (Tchin-Tchin)                                                                                      | Pamela Pew-Pickett                      |        |
| Claudia McNeil     | Tiger, Tiger Burning Bright                                                                                  | Mama                                    |        |
| 1964 18. Tony-gála | |                                         |        |
| Sandy Dennis       | Any Wednesday                                                                                                | Ellen Gordon                            |        |
| Elizabeth Ashley   | Mezítláb a parkban (Barefoot in the Park)                                                                    | Corie Bratter                           |        |
| Colleen Dewhurst   | The Ballad of the Sad Café                                                                                   | Amelia Evans                            |        |
| Julie Harris       | Marathon '33                                                                                                 | June Havoc                              |        |
| 1965 19. Tony-gála | |                                         |        |
| Irene Worth        | Csöppnyi Alicia (Tiny Alice)                                                                                 | Miss Alice                              |        |
| Marjorie Rhodes    | All in Good Time                                                                                             | Lucy Fitton                             |        |
| Beah Richards      | The Amen Corner                                                                                              | Margaret Alexander nővér                |        |
| Diana Sands        | A bagoly és a cicababa (The Owl and the Pussycat)                                                            | Doris                                   |        |
| 1966 20. Tony-gála | |                                         |        |
| Rosemary Harris    | Az oroszlán télen (The Lion in Winter)                                                                       | Aquitániai Eleonóra                     |        |
| Sheila Hancock     | Mr. Sloane szórakozik vagy Szórakozzon, Mr. Sloane vagy Csak mint otthon, Mr Sloane (Entertaining Mr Sloane) | Kath                                    |        |
| Kate Reid          | Slapstick Tragedy                                                                                            | Celeste / Molly                         |        |
| Lee Remick         | Várj, míg sötét lesz! (Wait Until Dark)                                                                      | Susy Hendrix                            |        |
| 1967 21. Tony-gála | |                                         |        |
| Beryl Reid         | The Killing of Sister George                                                                                 | George nővér / June Buckridge           |        |
| Eileen Atkins      | The Killing of Sister George                                                                                 | Childie / Alice McNaught                |        |
| Vivien Merchant    | Hazatérés (The Homecoming)                                                                                   | Ruth                                    |        |
| Rosemary Murphy    | Kényes egyensúly (A Delicate Balance)                                                                        | Claire                                  |        |
| 1968 22. Tony-gála | |                                         |        |
| Zoe Caldwell       | Miss Jean Brodie virágzása (The Prime of Miss Jean Brodie)                                                   | Jean Brodie                             |        |
| Colleen Dewhurst   | A költő és üzlete (More Stately Mansions)                                                                    | Sara (Melody) Harford                   |        |
| Maureen Stapleton  | Hotel Plaza (Plaza Suite)                                                                                    | Karen Nash / Muriel Tate / Norma Hubley |        |
| Dorothy Tutin      | Portrait of a Queen                                                                                          | Viktória királynő                       |        |
| 1969 23. Tony-gála | |                                         |        |
| Julie Harris       | Forty Carats                                                                                                 | Ann Stanley                             |        |
| Estelle Parsons    | Földi királyság (Kingdom of Earth), korábban (The Seven Descents of Myrtle) címmel                           | Myrtle                                  |        |
| Charlotte Rae      | Morning, Noon and Night                                                                                      | Gertude / Beryl / Filigree Bones        |        |
| Brenda Vaccaro     | The Goodbye People                                                                                           | Nancy Silverman Scott                   |        |

### Az 1970-es évek
| Év                 | Színész                                                          | Cím                          | Szerep |
| ------------------ | ---------------------------------------------------------------- | ---------------------------- | ------ |
| 1970 24. Tony-gála |                                                                  |                              |        |
| Tammy Grimes       | Magánélet vagy Magánügyek (Private Lives)                        | Amanda Prynne                |        |
| Geraldine Brooks   | Brightower                                                       | Sara Brightower              |        |
| Helen Hayes        | Barátom, Harvey (Harvey)                                         | Veta Louise Simmons          |        |
| 1971 25. Tony-gála |                                                                  |                              |        |
| Maureen Stapleton  | The Gingerbread Lady                                             | Evy Meara                    |        |
| Estelle Parsons    | And Miss Reardon Drinks A Little                                 | Catherine Reardon            |        |
| Diana Rigg         | Abelard and Heloise                                              | Heloise                      |        |
| Marian Seldes      | Father's Day                                                     | Marian                       |        |
| 1972 26. Tony-gála |                                                                  |                              |        |
| Sada Thompson      | Twigs                                                            | Ma / Dorothy / Celia / Emily |        |
| Eileen Atkins      | Éljen a királynő! (Vivat! Vivat Regina)                          | I. Erzsébet                  |        |
| Colleen Dewhurst   | All Over                                                         | a szerető                    |        |
| Rosemary Harris    | Régi idők (Old Times)                                            | Anna                         |        |
| 1973 27. Tony-gála |                                                                  |                              |        |
| Julie Harris       | The Last of Mrs. Lincoln                                         | Mary Todd Lincoln            |        |
| Jane Alexander     | 6 Rms Riv Vu                                                     | Annie Miller                 |        |
| Colleen Dewhurst   | Amerikai Elektra                                                 | Christine Mannon             |        |
| Kathleen Widdoes   | Sok hűhó semmiért (Much Ado About Nothing)                       | Beatrice                     |        |
| 1974 28. Tony-gála |                                                                  |                              |        |
| Colleen Dewhurst   | Boldogtalan hold (A Moon for the Misbegotten)                    | Josie Hogan                  |        |
| Jane Alexander     | Find Your Way Home                                               | Jacqueline Harrison          |        |
| Julie Harris       | The Au Pair Man                                                  | Elizabeth Rogers             |        |
| Madeline Kahn      | In the Boom Boom Room                                            | Chrissy                      |        |
| Rachel Roberts     | Az öreg hölgy látogatása (The Visit) és Chemin de Fer (Francine) | Claire Zachanassian Francine |        |
| 1975 29. Tony-gála |                                                                  |                              |        |
| Ellen Burstyn      | Jövőre veled ugyanitt (Same Time, Next Year)                     | Doris                        |        |
| Elizabeth Ashley   | Macska a forró bádogtetőn (Cat on a Hot Tin Roof)                | Maggie Pollitt               |        |
| Diana Rigg         | A mizantróp (The Misanthrope)                                    | Celimene                     |        |
| Maggie Smith       | Magánélet vagy Magánügyek (Private Lives)                        | Amanda Prynne                |        |
| Liv Ullmann        | Babaház                                                          | Nora Helmer                  |        |
| 1976 30. Tony-gála |                                                                  |                              |        |
| Irene Worth        | Az ifjúság édes madara (Sweet Bird of Youth)                     | Alexandra Del Lago           |        |
| Tovah Feldshuh     | Yentl                                                            | Yentl                        |        |
| Rosemary Harris    | The Royal Family                                                 | Julie Cavendish              |        |
| Lynn Redgrave      | Warrenné mestersége (Mrs Warren's Profession)                    | Vivie Warren                 |        |
| 1977 31. Tony-gála |                                                                  |                              |        |
| Julie Harris       | The Belle of Amherst                                             | Emily Dickinson              |        |
| Colleen Dewhurst   | Nem félünk a farkastól (Who's Afraid of Virginia Woolf?)         | Martha                       |        |
| Liv Ullmann        | Anna Christie (Anna Christie)                                    | Anna Christopherson          |        |
| Irene Worth        | Cseresznyéskert (The Cherry Orchard)                             | Ranyevszkaja                 |        |
| 1978 32. Tony-gála |                                                                  |                              |        |
| Jessica Tandy      | Kopogós römi (The Gin Game)                                      | Fonsia Dorsey                |        |
| Anne Bancroft      | Golda                                                            | Golda Meir                   |        |
| Anita Gillette     | Második fejezet (Chapter Two)                                    | Jennie Maclaine              |        |
| Estelle Parsons    | Miss Margarida's Way                                             | Miss Margarida               |        |
| 1979 33. Tony-gála |                                                                  |                              |        |
| Constance Cummings | Wings                                                            | Emily Stilson                |        |
| Carole Shelley     | Az elefántember (The Elephant Man)                               | Madge Kendal                 |        |
| Jane Alexander     | First Monday in October                                          | Ruth Loomis                  |        |
| Frances Sternhagen | Az aranytó (On Golden Pond)                                      | Ethel Thayer                 |        |

### Az 1980-as évek
| Év                 | Színész                                                       | Cím                     | Szerep |
| ------------------ | ------------------------------------------------------------- | ----------------------- | ------ |
| 1980 34. Tony-gála |                                                               |                         |        |
| Phyllis Frelich    | Egy kisebb isten gyermekei (Children of a Lesser God)         | Sarah Norman            |        |
| Blythe Danner      | Árulás (Betrayal)                                             | Emma                    |        |
| Maggie Smith       | Night and Day                                                 | Ruth Carson             |        |
| Anne Twomey        | A bolond (Nuts)                                               | Claudia Draper          |        |
| 1981 35. Tony-gála |                                                               |                         |        |
| Jane Lapotaire     | Piaf (Piaf)                                                   | Édith Piaf              |        |
| Glenda Jackson     | Rose                                                          | Rose                    |        |
| Eva Le Gallienne   | To Grandmother's House We Go                                  | Grandie                 |        |
| Elizabeth Taylor   | A kis rókák (The Little Foxes)                                | Regina Giddens          |        |
| 1982 36. Tony-gála |                                                               |                         |        |
| Zoe Caldwell       | Médeia (Medea)                                                | Médeia                  |        |
| Katharine Hepburn  | The West Side Waltz                                           | Margaret Mary Elderdice |        |
| Geraldine Page     | Ágnes, az Isten báránya (Agnes of God)                        | Miriam Ruth anya        |        |
| Amanda Plummer     | Egy csepp méz (A Taste of Honey)                              | Josephine               |        |
| 1983 37. Tony-gála |                                                               |                         |        |
| Jessica Tandy      | Foxfire                                                       | Annie Nations           |        |
| Kathy Bates        | 'Night, Mother                                                | Jessie Cates            |        |
| Kate Nelligan      | Plenty                                                        | Susan Traherne          |        |
| Anne Pitoniak      | 'Night, Mother                                                | Thelma Cates            |        |
| 1984 38. Tony-gála |                                                               |                         |        |
| Glenn Close        | Ez az igazi (The Real Thing)                                  | Annie                   |        |
| Rosemary Harris    | Megtört szívek háza (Heartbreak House)                        | Hesione Hushabye        |        |
| Linda Hunt         | End of the World                                              | Audrey Wood             |        |
| Kate Nelligan      | Boldogtalan Hold (A Moon for the Misbegotten)                 | Josie Hogan             |        |
| 1985 39. Tony-gála |                                                               |                         |        |
| Stockard Channing  | Tojás Joe halálának egy napja (A Day in the Death of Joe Egg) | Sheila                  |        |
| Sinéad Cusack      | Sok hűhó semmiért (Much Ado About Nothing)                    | Beatrice                |        |
| Rosemary Harris    | Pack of Lies                                                  | Barbara Jackson         |        |
| Glenda Jackson     | Különös közjáték                                              | Nina Leeds              |        |
| 1986 40. Tony-gála |                                                               |                         |        |
| Lily Tomlin        | The Search for Signs of Intelligent Life in the Universe      | különböző karakterek    |        |
| Rosemary Harris    | Szénaláz (Hay Fever)                                          | Judith Bliss            |        |
| Mary Beth Hurt     | Benefactors                                                   | Sheila                  |        |
| Jessica Tandy      | The Petition                                                  | Elizabeth Milne         |        |
| 1987 41. Tony-gála |                                                               |                         |        |
| Linda Lavin        | Broadway Bound                                                | Kate Jerome             |        |
| Lindsay Duncan     | Veszedelmes viszonyok (Les Liaisons Dangereuses)              | de Merteuil márkinő     |        |
| Geraldine Page     | Vidám kísértet (Blithe Spirit)                                | Madame Arcati           |        |
| Amanda Plummer     | Pygmalion (Pygmalion)                                         | Eliza Doolittle         |        |
| 1988 42. Tony-gála |                                                               |                         |        |
| Joan Allen         | Kéretik elégetni (Burn This)                                  | Anna Mann               |        |
| Blythe Danner      | A vágy villamosa (A Streetcar Named Desire)                   | Blanche DuBois          |        |
| Glenda Jackson     | Macbeth (Macbeth)                                             | Lady Macbeth            |        |
| Frances McDormand  | A vágy villamosa (A Streetcar Named Desire)                   | Stella Kowalski         |        |
| 1989 43. Tony-gála |                                                               |                         |        |
| Pauline Collins    | Shirley Valentine (Shirley Valentine)                         | Shirley Valentine       |        |
| Joan Allen         | The Heidi Chronicles                                          | Heidi Holland           |        |
| Madeline Kahn      | Tegnap született (Born Yesterday)                             | Billie Dawn             |        |
| Kate Nelligan      | Spoils of War                                                 | Elsie                   |        |

### Az 1990-es évek
| Év                 | Színész                                                                   | Cím                                   | Szerep |
| ------------------ | ------------------------------------------------------------------------- | ------------------------------------- | ------ |
| 1990 44. Tony-gála |                                                                           |                                       |        |
| Maggie Smith       | Lettice és Lotte (Lettice and Lovage)                                     | Lettice Douffet                       |        |
| Geraldine James    | A velencei kalmár (The Merchant of Venice)                                | Portia                                |        |
| Mary-Louise Parker | Prelude to a Kiss                                                         | Rita Boyle                            |        |
| Kathleen Turner    | Macska a forró bádogtetőn (Cat on a Hot Tin Roof)                         | Maggie Pollitt                        |        |
| 1991 45. Tony-gála |                                                                           |                                       |        |
| Mercedes Ruehl     | Yonkersi árvák vagy A nagymama soha (Lost in Yonkers)                     | Bella Kurnitz                         |        |
| Stockard Channing  | Hatszoros ölelés (Six Degrees of Separation)                              | Ouisa Kittredge                       |        |
| Julie Harris       | Lucifer's Child                                                           | Karen Blixen                          |        |
| Cherry Jones       | Our Country's Good                                                        | Liz Morden / Johnson tisztelendő anya |        |
| 1992 46. Tony-gála |                                                                           |                                       |        |
| Glenn Close        | Death and the Maiden                                                      | Paulina Salas Escobar                 |        |
| Jane Alexander     | Az öreg hölgy látogatása (The Visit)                                      | Claire Zachanassian                   |        |
| Stockard Channing  | Four Baboons Adoring the Sun                                              | Penny McKenzie                        |        |
| Judith Ivey        | Park Your Car in Harvard Yard                                             | Kathleen Hogan                        |        |
| 1993 47. Tony-gála |                                                                           |                                       |        |
| Madeline Kahn      | The Sisters Rosensweig                                                    | gyönyörű Teitelbaum                   |        |
| Jane Alexander     | The Sisters Rosensweig                                                    | Sara Goode                            |        |
| Lynn Redgrave      | Shakespeare for My Father                                                 | önmaga                                |        |
| Natasha Richardson | Anna Christie                                                             | Anna Christopherson                   |        |
| 1994 48. Tony-gála |                                                                           |                                       |        |
| Diana Rigg         | Médeia (Medea)                                                            | Médeia                                |        |
| Anna Deavere Smith | Twilight: Los Angeles, 1992                                               | különböző szerepek                    |        |
| Nancy Marchand     | Black Comedy vagy Játék a sötétben vagy Komédia a sötétben (Black Comedy) | Sophie                                |        |
| Nancy Marchand     | The White Liars                                                           | Mrs. Furnival                         |        |
| Joan Rivers        | Sally Marr... and her escorts                                             | Sally Marr                            |        |
| 1995 49. Tony-gála |                                                                           |                                       |        |
| Cherry Jones       | Az örökösnő (The Heiress)                                                 | Catherine Sloper                      |        |
| Mary Alice         | Having Our Say                                                            | Bessie Delany                         |        |
| Eileen Atkins      | Rettenetes szülők (Les Parents terribles)                                 | Léonie                                |        |
| Helen Mirren       | Egy hónap falun (A Month in the Country)                                  | Natalja Petrovna                      |        |
| 1996 50. Tony-gála |                                                                           |                                       |        |
| Zoe Caldwell       | Mesterkurzus (Master Class)                                               | Maria Callas                          |        |
| Carol Burnett      | Csillagok Buffalóban (Moon Over Buffalo)                                  | Charlotte Hay                         |        |
| Rosemary Harris    | Kényes egyensúly (A Delicate Balance)                                     | Agnes                                 |        |
| Elaine Stritch     | Kényes egyensúly (A Delicate Balance)                                     | Claire                                |        |
| 1997 51. Tony-gála |                                                                           |                                       |        |
| Janet McTeer       | Babaház (A Doll's House)                                                  | Nora Helmer                           |        |
| Julie Harris       | Kopogós römi (The Gin Game)                                               | Fonsia Dorsey                         |        |
| Shirley Knight     | The Young Man from Atlanta                                                | Lily Dale Kidder                      |        |
| Lia Williams       | Skylight                                                                  | Kyra Hollis                           |        |
| 1998 52. Tony-gála |                                                                           |                                       |        |
| Marie Mullen       | Leenane szépe (The Beauty Queen of Leenane)                               | Maureen Folan                         |        |
| Jane Alexander     | Szenvedély (Honour)                                                       | Honor                                 |        |
| Allison Janney     | Pillantás a hídról (A View from the Bridge)                               | Beatrice Carbone                      |        |
| Geraldine McEwan   | The Chairs                                                                | idős nő                               |        |
| 1999 53. Tony-gála |                                                                           |                                       |        |
| Judi Dench         | Amy világa (Amy's View)                                                   | Esme Allen                            |        |
| Stockard Channing  | Az oroszlán télen (The Lion in Winter)                                    | Aquitániai Eleonóra                   |        |
| Marian Seldes      | Ring Round the Moon                                                       | Madame Desmemortes                    |        |
| Zoë Wanamaker      | Élektra (Electra)                                                         | Élektra                               |        |

### A 2000-es évek
| Év                  | Színész                                                       | Cím                           | Szerep |
| ------------------- | ------------------------------------------------------------- | ----------------------------- | ------ |
| 2000 54. Tony-gála  |                                                               |                               |        |
| Jennifer Ehle       | Ez az igazi (The Real Thing)                                  | Annie                         |        |
| Jayne Atkinson      | Az esőcsináló (The Rainmaker)                                 | Lizzie Curry                  |        |
| Rosemary Harris     | Forgószínpad (Waiting in the Wings)                           | May Davenport                 |        |
| Cherry Jones        | Boldogtalan Hold (A Moon for the Misbegotten)                 | Josie Hogan                   |        |
| Claudia Shear       | Dirty Blonde                                                  | Jo / Mae West                 |        |
| 2001 55. Tony-gála  |                                                               |                               |        |
| Mary-Louise Parker  | Egy bizonyítás körvonalai (Proof)                             | Catherine Llewellyn           |        |
| Juliette Binoche    | Árulás (Betrayal)                                             | Emma                          |        |
| Linda Lavin         | The Tale of the Allergist's Wife                              | Marjorie Taub                 |        |
| Jean Smart          | The Man Who Came to Dinner                                    | Lorraine Sheldon              |        |
| Leslie Uggams       | King Hedley II                                                | Ruby                          |        |
| 2002 56. Tony-gála  |                                                               |                               |        |
| Lindsay Duncan      | Magánélet (Private Lives)                                     | Amanda Prynne                 |        |
| Kate Burton         | Hedda Gabler (Hedda Gabler)                                   | Hedda Gabler                  |        |
| Laura Linney        | A salemi boszorkányok (The Crucible)                          | Elizabeth Proctor             |        |
| Helen Mirren        | Haláltánc (The Dance of Death)                                | Alice                         |        |
| Mercedes Ruehl      | The Goat, or Who Is Sylvia?                                   | Stevie                        |        |
| 2003 57. Tony-gála  |                                                               |                               |        |
| Vanessa Redgrave    | Hosszú út az éjszakába (Long Day's Journey into Night)        | Mary Tyrone                   |        |
| Jayne Atkinson      | Elvarázsolt április (Enchanted April)                         | Lotty Wilton                  |        |
| Victoria Hamilton   | Tojás Joe halálának egy napja (A Day in the Death of Joe Egg) | Sheila                        |        |
| Clare Higgins       | Vincent in Brixton                                            | Ursula Loyler                 |        |
| Fiona Shaw          | Médeia (Medea)                                                | Médeia                        |        |
| 2004 58. Tony-gála  |                                                               |                               |        |
| Phylicia Rashad     | A napfény nem eladó (A Raisin in the Sun)                     | Lena Younger                  |        |
| Eileen Atkins       | The Retreat from Moscow                                       | Alice                         |        |
| Tovah Feldshuh      | Golda's Balcony                                               | Golda Meir                    |        |
| Anne Heche          | Huszadik század (Twentieth Century)                           | Lily Garland / Mildred Plotka |        |
| Swoosie Kurtz       | Frozen                                                        | Nancy                         |        |
| 2005 59. Tony-gála  |                                                               |                               |        |
| Cherry Jones        | Kétely (Doubt)                                                | Aloysius Beauvier nővér       |        |
| Laura Linney        | Sight Unseen                                                  | Patricia                      |        |
| Mary-Louise Parker  | Reckless                                                      | Rachel                        |        |
| Phylicia Rashad     | Gem of the Ocean                                              | Ester néni                    |        |
| Kathleen Turner     | Nem félünk a farkastól (Who's Afraid of Virginia Woolf?)      | Martha                        |        |
| 2006 60. Tony-gála  |                                                               |                               |        |
| Cynthia Nixon       | Engedd el! (Rabbit Hole)                                      | Becca Corbett                 |        |
| Kate Burton         | Talpig úriasszony vagy Ne váljunk el! (The Constant Wife)     | Constance Culver Middleton    |        |
| Judy Kaye           | Souvenir                                                      | Florence Foster Jenkins       |        |
| Lisa Kron           | Well                                                          | Önmaga                        |        |
| Lynn Redgrave       | Talpig úriasszony vagy Ne váljunk el! (The Constant Wife)     | Mrs. Culver                   |        |
| 2007 61. Tony-gála  |                                                               |                               |        |
| Julie White         | The Little Dog Laughed                                        | Diane                         |        |
| Eve Best            | Boldogtalan Hold (A Moon for the Misbegotten)                 | Josie Hogan                   |        |
| Swoosie Kurtz       | Megtört szívek háza (Heartbreak House)                        | Hesione Hushabye              |        |
| Angela Lansbury     | Deuce                                                         | Leona Mullen                  |        |
| Vanessa Redgrave    | The Year of Magical Thinking                                  | Joan Didion                   |        |
| 2008 62. Tony-gála  |                                                               |                               |        |
| Deanna Dunagan      | Augusztus Oklahomában (August: Osage County)                  | Violet Weston                 |        |
| Eve Best            | Hazatérés (The Homecoming)                                    | Ruth                          |        |
| Kate Fleetwood      | Macbeth (Macbeth)                                             | Lady Macbeth                  |        |
| S. Epatha Merkerson | Térj vissza, kicsi Sheba! (Come Back, Little Sheba)           | Lola Delaney                  |        |
| Amy Morton          | Augusztus Oklahomában (August: Osage County)                  | Barbara Weston-Fordham        |        |
| 2009 63. Tony-gála  |                                                               |                               |        |
| Marcia Gay Harden   | Az öldöklés istene (God of Carnage)                           | Veronica                      |        |
| Hope Davis          | Az öldöklés istene (God of Carnage)                           | Annette                       |        |
| Jane Fonda          | 33 Variations                                                 | Katherine Brandt              |        |
| Janet McTeer        | Mária, a skótok királynője (Mary Stuart)                      | Stuart Mária                  |        |
| Harriet Walter      | Mária, a skótok királynője (Mary Stuart)                      | I. Erzsébet                   |        |

### A 2010-es évek
| Év                 | Színész                                                 | Cím                    | Szerep |
| ------------------ | ------------------------------------------------------- | ---------------------- | ------ |
| 2010 64. Tony-gála |                                                         |                        |        |
| Viola Davis        | Kerítések (Fences)                                      | Rose Maxson            |        |
| Valerie Harper     | Looped                                                  | Tallulah Bankhead      |        |
| Linda Lavin        | Collected Stories                                       | Ruth Steiner           |        |
| Laura Linney       | Pillanatfelvétel (Time Stands Still)                    | Sarah Goodwin          |        |
| Jan Maxwell        | A királyi család (The Royal Family)                     | Julie Cavendish        |        |
| 2011 65. Tony-gála |                                                         |                        |        |
| Frances McDormand  | Good People                                             | Margie Walsh           |        |
| Nina Arianda       | Tegnap született (Born Yesterday)                       | Billie Dawn            |        |
| Lily Rabe          | A velencei kalmár (The Merchant of Venice)              | Portia                 |        |
| Vanessa Redgrave   | Miss Daisy sofőrje (Driving Miss Daisy)                 | Daisy Werthan          |        |
| Hannah Yelland     | Késői találkozás (Brief Encounter)                      | Laura Jesson           |        |
| 2012 66. Tony-gála |                                                         |                        |        |
| Nina Arianda       | Vénusz nercben (Venus in Fur)                           | Vanda                  |        |
| Tracie Bennett     | End of the Rainbow                                      | Judy Garland           |        |
| Stockard Channing  | Other Desert Cities                                     | Polly Wyeth            |        |
| Linda Lavin        | The Lyons                                               | Rita Lyons             |        |
| Cynthia Nixon      | Fekete angyal (Wit)                                     | Vivian Bearing         |        |
| 2013 67. Tony-gála |                                                         |                        |        |
| Cicely Tyson       | Út az ismeretlenbe (The Trip to Bountiful)              | Carrie Watts           |        |
| Laurie Metcalf     | The Other Place                                         | Juliana Smithton       |        |
| Amy Morton         | Nem félünk a farkastól (Who's Afraid of Virginia Woolf) | Martha                 |        |
| Kristine Nielsen   | Vanya and Sonia and Masha and Spike                     | Sonia                  |        |
| Holland Taylor     | Ann                                                     | Ann Richards           |        |
| 2014 68. Tony-gála |                                                         |                        |        |
| Audra McDonald     | Lady Day at Emerson's Bar and Grill                     | Billie Holiday         |        |
| Tyne Daly          | Mothers and Sons                                        | Katharine Gerard       |        |
| Cherry Jones       | Üvegfigurák (The Glass Menagerie)                       | Amanda Wingfield       |        |
| Estelle Parsons    | The Velocity of Autumn                                  | Alexandra              |        |
| LaTanya Richardson | A napfény nem eladó (A Raisin in the Sun)               | Lena Younger           |        |
| 2015 69. Tony-gála |                                                         |                        |        |
| Helen Mirren       | The Audience                                            | II. Erzsébet           |        |
| Geneva Carr        | Hand to God                                             | Margery                |        |
| Elisabeth Moss     | The Heidi Chronicles                                    | Heidi Holland          |        |
| Carey Mulligan     | Skylight                                                | Kyra Hollis            |        |
| Ruth Wilson        | Csillagképek (Constellations)                           | Marianne               |        |
| 2016 70. Tony-gála |                                                         |                        |        |
| Jessica Lange      | Hosszú út az éjszakába (Long Day's Journey into Night)  | Mary Tyrone            |        |
| Laurie Metcalf     | Tortúra (Misery)                                        | Annie Wilkes           |        |
| Lupita Nyong’o     | Eclipsed                                                | a lány                 |        |
| Sophie Okonedo     | A salemi boszorkányok (The Crucible)                    | Elizabeth Proctor      |        |
| Michelle Williams  | Blackbird (Blackbird)                                   | Una Spencer            |        |
| 2017 71. Tony-gála |                                                         |                        |        |
| Laurie Metcalf     | Nóra (A Doll's House, Part 2)                           | Nora Helmer            |        |
| Cate Blanchett     | The Present                                             | Anna Petrovna          |        |
| Jennifer Ehle      | Oslo                                                    | Mona Juul              |        |
| Sally Field        | Üvegfigurák (The Glass Menagerie)                       | Amanda Wingfield       |        |
| Laura Linney       | A kis rókák (The Little Foxes)                          | Regina Hubbard Giddens |        |
| 2018 72. Tony-gála |                                                         |                        |        |
| Glenda Jackson     | Három magas nő (Three Tall Women)                       | A                      |        |
| Condola Rashād     | Szent Johanna (Saint Joan)                              | Jeanne d’Arc           |        |
| Lauren Ridloff     | Egy kisebb Isten gyermekei (Children of a Lesser God)   | Sarah Norman           |        |
| Amy Schumer        | Meteor Shower                                           | Corky                  |        |
| 2019 73. Tony-gála |                                                         |                        |        |
| Elaine May         | The Waverly Gallery                                     | Gladys Green           |        |
| Annette Bening     | All My Sons                                             | Kate Keller            |        |
| Laura Donnelly     | The Ferryman                                            | Caitlin Carney         |        |
| Janet McTeer       | Bernhardt/Hamlet                                        | Sarah Bernhardt        |        |
| Laurie Metcalf     | Hillary and Clinton                                     | Hillary Clinton        |        |
| Heidi Schreck      | What the Constitution Means to Me                       | Önmaga                 |        |

### A 2020-as évek
| Év                         | Színész                                 | Cím                             | Szerep                          |
| -------------------------- | --------------------------------------- | ------------------------------- | ------------------------------- |
| 2020 74. Tony-gála         |                                         |                                 |                                 |
| Mary-Louise Parker         | (The Sound Inside)                      | Bella Baird                     |                                 |
| Joaquina Kalukango         | Slave Play                              | Kaneisha                        |                                 |
| Laura Linney               | My Name Is Lucy Barton                  | Lucy Varton                     |                                 |
| Audra McDonald             | Frankie and Johnny in the Clair de Lune | Frankie                         |                                 |
| 2021                       | Elhalasztva a koronavírus miatt         | Elhalasztva a koronavírus miatt | Elhalasztva a koronavírus miatt |
| 2022 75. Tony-gála         |                                         |                                 |                                 |
| Deirdre O'Connell          | Dana H.                                 | Dana H.                         |                                 |
| Gabby Beans                | The Skin of Our Teeth                   | Sabina                          |                                 |
| LaChanze                   | Trouble in Mind                         | Wiletta Mayer                   |                                 |
| Ruth Negga                 | Macbeth                                 | Lady Macbeth                    |                                 |
| Mary-Louise Parker         | How I Learned to Drive                  | Li'l Bit                        |                                 |
| 2023 76. Tony-gála         |                                         |                                 |                                 |
| Jodie Comer                | Prima Facie                             | Tessa Ensler                    |                                 |
| Jessica Chastain           | Babaház (A Doll's House)                | Nora Helmer                     |                                 |
| Jessica Hecht              | Summer, 1976                            | Alice                           |                                 |
| Audra McDonald             | Ohio State Murders                      | Suzanne Alexander               |                                 |
| 2024 77. Tony-gála         |                                         |                                 |                                 |
| Sarah Paulson              | Appropriate                             | Antoinette "Toni" Lafayette     |                                 |
| Betsy Aidem                | Prayer for the French Republic          | Marcelle Salomon Benhamou       |                                 |
| Jessica Lange              | Mother Play                             | Phyllis                         |                                 |
| Rachel McAdams             | Mary Jane                               | Mary Jane                       |                                 |
| Amy Ryan                   | Doubt: A Parable                        | Aloysius Beauvier nővér         |                                 |
| 2025 78. Tony-gála         |                                         |                                 |                                 |
| Sarah Snook                | The Picture of Dorian Gray              | Dorian Gray                     |                                 |
| Laura Donnelly             | The Hills of California                 | Veronica / Joan                 |                                 |
| Mia Farrow                 | The Roommate                            | Sharon                          |                                 |
| LaTanya Richardson Jackson | Purpose                                 | Claudine Jasper                 |                                 |
| Sadie Sink                 | John Proctor Is the Villain             | Shelby Holcomb                  |                                 |

## Statisztika
| Kategória                    | Jelölt                         | Rekord (díj/jelölés) |
| ---------------------------- | ------------------------------ | -------------------- |
| Legtöbbször díjazott színész | Julie Harris                   | 5/9                  |
| Legtöbbször jelölt színész   | Julie Harris                   | 5/9                  |
| Legtöbbször nyert karakter   | Médeia (Médeia)                | 3/4                  |
| Legtöbbször jelölt karakter  | Josie Hogan (Boldogtalan Hold) | 1/5                  |

## Külső hivatkozások
- A Tony-díj hivatalos sugárzójának, a CBS-nek a weboldala
- Az Amerikai Színházi Kar hivatalos honlapja
- A Broadway Liga hivatalos honlapja